# Grimmia pygmaea
Grimmia pygmaea är en bladmossart som beskrevs av C. Müller 1849. Grimmia pygmaea ingår i släktet grimmior, och familjen Grimmiaceae. Inga underarter finns listade i Catalogue of Life.